# Samar Mukherjee
Samar Mukherjee (7 de noviembre de 1912 - 18 de julio de 2013) fue un político indio del Partido Comunista de India (Marxista), quien se desempeñó como miembro de la Lok Sabha, la cámara baja del Parlamento de la India por la circunscripción Howrah por tres períodos consecutivos de 1971-84. Una biografía de Mukherjee titulado 100 Years of Samar Mukherjee: A Tribute fue lanzado en bengalí e inglés con motivo de su cumpleaños número 100.
Samar Mukherji que vivió cien años, después de haber nacido exactamente cuatro años antes de la Gran Revolución de Octubre y vivió más allá de la disolución de la Unión Soviética. Un soltero que vive aun en la Calle Dilkusha Partido Comuna en el sur de Calcuta era un perfeccionista. Dedicó toda su vida a la causa de la clase y personas que trabajan en su conjunto y escogió el marxismo como la teoría que lo guio en su práctica a totalidad. Él llevó una vida frugal, con la donación de los ahorros de su salario de su exiguo partido. Samar no era sólo un parlamentario durante el período tumultuoso en la historia de la India como el período de emergencia, el terror semi-fascista en Bengala y el período de oro de 1977, cuando el Frente de Izquierda estableció su Governnance de Bengala Occidental.

## Primeros años
Samar nació a sus padres Sachindralal Mukherjee y Golapsundari Devi en un pueblo cerca de Amta en el distrito de Howrah el 7 de noviembre de 1913.